# Border Gateway Protocol
Border Gateway Protocol (BGP) je dynamický směrovací protokol, který umožňuje routerům automaticky reagovat na změny topologie počítačové sítě. Protokol BGP je používán v rámci centrálních uzlů Internetu, a proto ho používají poskytovatelé připojení k Internetu a peeringové uzly. Pro rozlišení jednotlivých podsítí jsou používána čísla autonomních systémů (AS). Aktuální verze je BGP4, která byla popsána v RFC 4271 v roce 2006.

## Směrování mezi autonomní systémy
Směrování mezi autonomními systémy má charakteristické požadavky, které se nevyskytují v interním směrování. Směrovací tabulky obsahují stovky tisíc záznamů, nejdůležitějším kritériem nebývá vzdálenost, ale posuzují se nastavitelné parametry zohledňující například cenu a dodatečná pravidla aplikovaná v závislosti na zdroji, cíli, seznamu tranzitních autonomních systémů a dalších atributech.
Vzhledem k velkému počtu záznamů se v případě změn v topologii vyměňují pouze informace o změnách, nikoliv celé směrovací tabulky jako je tomu v případě protokolu RIP.